# Oki Air International
Oki Air International je černohorská soukromá letecká společnost, sídlící na podgorickém mezinárodním letišti Golubovci. Poskytuje osobní charterové lety v Černé Hoře a v okolí. 

## Historie
Letecká společnost byla založena 28. dubna 1993 a v tomtéž roce začala fungovat. První lety začaly z Podgorice do Tivatu, do Bari, Lublaně a do Skopje. Byla to druhá letecká společnost v Černé Hoře. 50% majitel je Jusuf Hodžić, dalších 50% má Orhan Hodžić. V lednu 2007 měla společnost 15 zaměstnanců.